# Brion James
Pour les articles homonymes, voir James.
Brion Howard James est un acteur et producteur américain, né le 20 février 1945 à Redlands et mort le 7 août 1999 à Malibu.

## Biographie
Il était réputé pour sa présence et son physique imposant (1,91 m). Il a oscillé entre films de renom et séries B et Z. Ses rôles les plus connus sont le réplicant Leon de Blade Runner et l'inspecteur Ben Kehoe dans la série 48 Heures en 1982, l'homme de main Requin dans Tango et Cash en 1989 et le Général Munro dans Le Cinquième Élément en 1997.
Il meurt d'une crise cardiaque le 7 août 1999 à Malibu.

## Filmographie

### Acteur
- 1974 : Le shérif est en prison de Mel Brooks
- 1975 : Le Bagarreur (Hard Times) de Walter Hill
- 1975 : The Kansas City Massacre (TV) : Homer Van Meter
- 1976 : Le Rayon bleu (Blue Sunshine) : Tony
- 1976 : Deux Farfelus à New York (Harry and Walter Go to New York) de Mark Rydell : Hayseed
- 1976 : Treasure of Matecumbe : Roustabout
- 1976 : En route pour la gloire (Bound for Glory) de Hal Ashby : Pick-up truck driver at border
- 1976 : Nickelodeon : Bailiff
- 1977 : Racines (Roots) (feuilleton TV) : Slaver
- 1978 : Corvette Summer de Matthew Robbins : Wayne's Carwash Henchman
- 1978 : Flying High (TV) : Clyde Boyer
- 1978 : KISS Meets the Phantom of the Park (TV) : Guard
- 1980 : Conquest of the Earth (TV) : Willy (Lead Biker)
- 1980 : Wholly Moses! (en) : Guard at Banquet
- 1980 : Trouble in High Timber Country (TV) : Eddie Rhodes
- 1981 : Sans retour (Southern Comfort) de Walter Hill : chasseur cadien
- 1981 : Le facteur sonne toujours deux fois (The Postman Always Rings Twice) de Bob Rafelson : Crapshooter
- 1981 : Killing at Hell's Gate (TV) : Turkey
- 1982 : La Petite Maison dans la prairie (TV) saison 8, épisode 20 (Les larmes (A Faraway Cry) ) : Amos Cutter
- 1982 : Blade Runner de Ridley Scott : Leon
- 1982 : The Ballad of Gregorio Cortez (TV) : Captain Rogers
- 1982 : Hear No Evil (TV) : Billy Boy Burns
- 1982 : 48 Heures (48 Hrs.) de Walter Hill : Ben Kehoe
- 1982 : Shérif, fais-moi peur (série TV) : Le Boss samaritain (Saison 5 - Épisode 6) : Jenkins
- 1983 : L'Agence tous risques (série TV) : La guerre des taxis (Saison 2 - Épisode 7) : Ryder
- 1983 : Kenny Rogers as The Gambler: The Adventure Continues (TV) : Reece
- 1984 : Une race à part (A Breed Apart) : Hughie Peyton
- 1984 : Shérif, fais-moi peur (The Dukes of Hazzard) (série TV) (Saison 7, épisode 7 La grande évasion) : Captain Slater
- 1985 : L'Agence tous risques (série TV) : Un quartier tranquille (Saison 4 - Épisode 4) : David Plout
- 1985 : Silverado de Lawrence Kasdan : Hobart, the Wagon Train Leader
- 1985 : La Chair et le Sang (Flesh & Blood) de Paul Verhoeven : Karsthans
- 1985 : Mort sur le grill (Crimewave) de Sam Raimi : Arthur Coddish
- 1985 : Enemy (Enemy Mine) de Wolfgang Petersen : Stubbs
- 1985 : Histoires fantastiques (épisode Papa, momie) de William Dear
- 1986 : Annihilator, le destructeur (Annihilator) (TV) : Alien Leader
- 1986 : Armé et dangereux (Armed and Dangerous) de Mark L. Lester : Anthony Lazarus
- 1987 : La Rançon Mexicaine (Love Among Thieves) (TV) : Andre
- 1987 : Steel Dawn : Tark, Kasha's Foreman
- 1987 : Cherry 2000 de Steve De Jarnatt : Stacy, Tracker
- 1988 : On My Honor : Commander
- 1988 : Mort à l'arrivée (D.O.A.) : Detective Ulmer
- 1988 : The Wrong Guys (en) : Glen Grunski
- 1988 : Double Détente (Red Heat) de Walter Hill : Streak
- 1988 : Nightmare at Noon : The Albino
- 1988 : Dead Man Walking : Decker
- 1989 : Desperado: The Outlaw Wars (TV) : Roy Grimes
- 1989 : Le Scorpion rouge (Red Scorpion) : Krasnov
- 1989 : The Horror Show : Max Jenke
- 1989 : Coup de griffe mortel (Mutator) : David Allen
- 1989 : Tango et Cash de Andrei Konchalovsky : Courier / Requin
- 1990 : Street Asylum : Reverend Mony
- 1990 : Mom : Nestor Duvalier
- 1990 : Enid Is Sleeping : Trucker
- 1990 : Circles in a Forest (en) : M.. Patterson
- 1990 : 48 heures de plus (Another 48 Hrs.) de Walter Hill : Ben Kehoe
- 1991 : Wishman (en) : Staten Jack Rose
- 1991 : Les Contes de la crypte: Le Sacre de la tronçonneuse (TV) (Saison 3 épisode 11) : Steve Dixon
- 1992 : Ultimate Desires : Wolfgang Friedman
- 1992 : Black Magic (TV) : Tom
- 1992 : The Player de Robert Altman : Joel Levison
- 1992 : Overkill: The Aileen Wuornos Story (TV) : Bruce Munster
- 1993 : Time Runner (en) : Neila
- 1993 : Future Shock : Jack Porter
- 1993 : Frogtown II : Professor Tanzer
- 1993 : Nemesis de Albert Pyun : Maritz
- 1993 : Rio Diablo (TV) : Jake Walker (Walker Gang leader)
- 1993 : Piège en eaux troubles (Striking Distance) de Rowdy Herrington : Det. Eddie Eiler
- 1993 : Showdown : Asst. Principal Kowalski
- 1993 : Innocentes victimes (TV) : Agent Jimmy Bivens
- 1993 : Brain Smasher... A Love Story (vidéo) : Brown
- 1994 : Spitfire : Tough guy
- 1994 : Le Piège (The Soft Kill) : Ben McCarthy
- 1994 : Scanner Cop : Dr Hampton
- 1994 : Pterodactyl Woman from Beverly Hills (en) : Salvador Dali / Sam
- 1994 : F.T.W. : Sheriff Rudy Morgan
- 1994 : The Dark : Buckner
- 1994 : Art Deco Detective (en) : Jim Wexler
- 1994 : Cabin Boy de Adam Resnick : Big Teddy
- 1994 : Highlander (TV) saison 3, épisode 4 : Armand Thorne
- 1994 : Knight Rider 2010 (en) (TV) : Jared
- 1994 : Savage Land : Cyrus
- 1994 : The Companion (TV) : Ron Cocheran
- 1994 : Radioland Murders : Bernie King
- 1994 : Hong Kong 97 (en) : Simon Alexander
- 1995 : The Nature of the Beast (en) : Sheriff Gordon
- 1995 : Malevolence : Warden Walker
- 1995 : Evil Obsession : Stavinski
- 1995 : Dominion : Lynwood
- 1995 : Portrait dans la nuit (Sketch Artist II: Hands That See) (TV) : Larry Walker
- 1995 : Steel Frontier : General J.W. Quantrell
- 1995 : Cyberjack : Nassim
- 1996 : Marco Polo: Haperek Ha'aharon
- 1996 : The Killing Jar : Dr Vincent Garret
- 1996 : Billy Lone Bear
- 1996 : American Strays (en) : Oris
- 1996 : Assault on Dome 4 (en) (TV) : Chairman
- 1996 : Precious Find (en) : Sam Horton
- 1997 : Bombshell : Donald
- 1997 : Deadly Ransom : Bobby Rico
- 1997 : Le Cinquième Élément (The Fifth Element) de Luc Besson : General Munro
- 1997 : Snide and Prejudice (en) : Hermann Goering
- 1997 : Walker Texas Ranger (série TV) : Rafer Cobb
- 1997 : Spawn (série TV) : voix additionnelles
- 1997 : Back in Business : Emery Ryker
- 1997 : The Setting Son : Junior
- 1997 : The Underground : Captain Hilton
- 1998 : The Thief & the Stripper : Shoe
- 1998 : A Place Called Truth : Hank
- 1998 : Joseph's Gift (en) : Frank Childress
- 1998 : Jekyll Island : Lawton Goodyear
- 1998 : Brown's Requiem (en) : Cathcart
- 1998 : Black Sea 213 : Captain Killick
- 1998 : Les Dieux du surf (In God's Hands) : Captain
- 1998 : Border to Border : Card Shark
- 1998 : Heist : Caz
- 1998 : Men in White (en) (TV) : General
- 1998 : Kai Rabe gegen die Vatikankiller (en) : Mönch
- 1999 : The Hunter's Moon : Sheriff Foulkes
- 1999 : Dirt Merchant (en) : Detective Harry Ball
- 1999 : Arthur's Quest (TV) : Trent
- 1999 : Foolish (en) : Talent scout
- 1999 : Diplomatic Siege : Gen. Stubbs
- 2000 : The Operator : Vernon Woods

### Producteur
- 1994 : Pterodactyl Woman from Beverly Hills

## Voix françaises
| - Daniel Gall dans : - Shérif, fais-moi peur (série télévisée) - Piège en eaux troubles - Pierre Hatet dans : - Enemy - 48 heures de plus - Georges Atlas dans : - Double Détente - Mort à l'arrivée - Jean-Claude Sachot dans : - Tango et Cash - Le Rebelle (série télévisée) | - Henry Djanik dans Racines (mini-série) - Roger Lumont dans Sans retour - Marc De Georgi dans Blade Runner - Jean-Pierre Delage dans 48 Heures - Serge Lhorca dans Silverado - Mario Santini dans Agence tous risques (série télévisée) - Jean-Pierre Moulin dans Histoires fantastiques (série télévisée) - Bernard Tixier dans La Chair et le Sang - Jacques Balutin dans Mort sur le grill - Christian Pélissier dans Cherry 2000 - Michel Barbey dans Les Contes de la crypte (série télévisée) - Vincent Grass dans Highlander (série télévisée) - Serge Sauvion dans Innocentes victimes (téléfilm) - Denis Savignat dans The Player - André Valmy dans Radioland Murders - Richard Leblond dans The Nature of the Beast (téléfilm) - Jean-Pierre Bagot dans Le Cinquième Élément - Patrick Floersheim dans The Sentinel (série télévisée) |